# Liste der Monuments historiques in Beauvoir-sur-Mer
Die Liste der Monuments historiques in Beauvoir-sur-Mer führt die Monuments historiques in der französischen Gemeinde Beauvoir-sur-Mer auf.

## Liste der Bauwerke
| Bezeichnung         | Beschreibung | Standort                            | Kennzeichnung | Schutzstatus | Datum | Bild           |
| ------------------- | ------------ | ----------------------------------- | ------------- | ------------ | ----- | -------------- |
| Kirche St-Philibert |              | 2–4, rue de la Croix-Blanche (Lage) | PA00110037    | Inscrit      | 1926  | weitere Bilder |

## Liste der Objekte
- Monuments historiques (Objekte) in Beauvoir-sur-Mer in der Base Palissy des französischen Kultusministeriums